# Saint-Georges-sur-la-Prée
Saint-Georges-sur-la-Prée település Franciaországban, Cher megyében. Lakosainak száma 595 fő (2022. január 1.). Saint-Georges-sur-la-Prée Dampierre-en-Graçay, Genouilly, Massay, Méry-sur-Cher, Saint-Hilaire-de-Court, Thénioux és Maray községekkel határos.

## Népesség
A település népessége az elmúlt években az alábbi módon változott:
| Lakosok száma | 401  | 367  | 590  | 627  | 654  | 640  | 611  | 607  | 603  | 595  |
|               | 1968 | 1982 | 1990 | 2006 | 2013 | 2015 | 2017 | 2019 | 2020 | 2022 |